# Senat Romunije
Senat Romunije (romunsko Senatul României) je zgornji dom Parlamenta Romunije, ki ga sestavlja 136 senatorjev. Nahaja se v Palači parlamenta v Bukarešti; do leta 2005 pa se je nahajal v Palači senata.
Trenutni predsednik senata (2021) je Florin Cîțu.

## Zgodovina
17. junija 1946 je Petru Groza izdal zakon, s katerim je ukinil senat, kljub temu da je Ustava Romunije iz leta 1930 to preprečevala. Komunistična oblast je dokončno ukinila senat 15. julija istega leta .